# Aphantes
Aphantes là một chi bướm đêm thuộc họ Geometridae.

## Các loài
- Aphantes melanochorda (Turner, 1919)